# 京广高速铁路
京广高速铁路是中國一條连接北京市与广州市的高速铁路。线路始于北京丰台站，终到广州南站，途經石家庄、郑州、武汉、长沙等省会城市，全長2,118公里，运价里程2,291公里，是目前中國線路里程最長、經過省份最多的南北向的高速鐵路，也是世界运营里程最长的高速铁路。
京广高速铁路设计及最高运营速度均为350km/h，京武段、武广段分别于2022年6月20日起和2024年6月15日起提升最高运营速度至350km/h。全程行车时间最快为7小时17分钟（G79/80次）。本线路南端与广深港高速铁路连接，形成京港高速鐵路通道，是《中长期铁路网规划》中“八纵八横”高速铁路主通道之一：京哈～京港澳通道的一部分。

## 历史
京广高速铁路由武广客运专线、石武客运专线和京石客运专线三段组成。南段的武广客运专线建造工程于2005年6月23日开始，2009年12月26日率先通车运营。中段的石武客运专线以郑州东站为界分为两部分，郑州至武汉段于2012年9月28日通车运营，而石家庄至郑州段则与北段的京石客运专线一同在2012年12月26日投入运营，總投資額共計2772.3亿元。

### 南段：武广客运专线

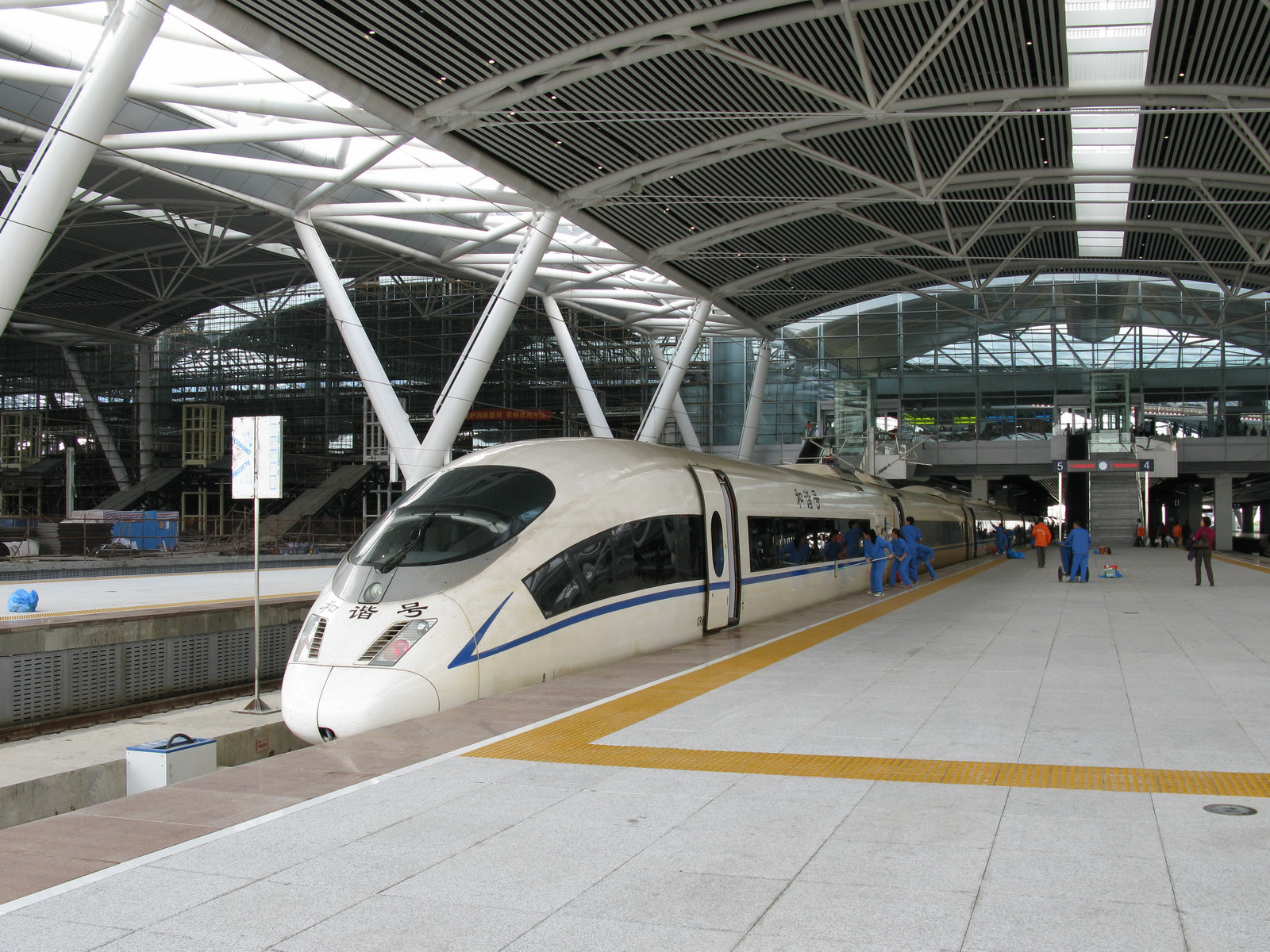
武广客运专线於2009年12月26日正式开通运营，圖為開通初期一列武广客运专线和谐号CRH3C型电力动车组停靠在广州南站。

普速京广铁路广州至武汉段是中国最繁忙最密集的干线铁路，客车要提速，货车重载慢行。其客货混跑模式相互干扰已成为铁路发展瓶颈。京广线每开行一辆客车即会影响两辆货车的运行。
在中国客运需求最密集的“春运”期间，京广线客车运能挖尽仍无法满足务工人员集中的珠三角地区庞大客流，货运“一辆车都无法发车”。
2003年3月，第十届全国人民代表大会会议上，湖北代表团37名代表和广东代表团30名代表提案，希望国家尽快立项，建设京广铁路客运专线。
2004年7月21日，国务院批准武广客运专线项目建议书。
2004年12月3日，武广客运专线可行性研究报告正式获得国务院批准。
2005年6月23日，京广高速铁路武广客运专线于长沙开始动工。
2009年12月9日，武广铁路客运专线成功试运行，从广州南站发车到达武汉站用时不足3小时，其间列车最快跑出394公里时速。
2009年12月26日，武广客运专线正式开通运营。
2011年7月1日，配合全国铁路调图，武广客运专线降低运行速度至300km/h（实际按310km/h达标运营）。
2024年6月15日起，配合全国铁路调图，该路段最高运营速度恢复至350km/h。

### 中段：石武客运专线
2008年10月15日开始建造，郑州至武汉段于2012年9月28日通车，石家庄至郑州东站段于2012年12月26日通车。
2022年5月13日，该路段进行拉通试验，对各系统和整体性能按照350km/h高标运营的要求，进行了科学验证。
2022年6月20日起，配合全国铁路调图，该路段最高运营速度提升至350km/h。

### 北段：京石客运专线
2008年10月7日在河北省涿州市码头镇举行动工仪式，正式开工建设。投资估算总额为438.7亿元人民币。2012年12月26日全线通车。
2022年5月13日，该路段进行拉通试验，对各系统和整体性能按照350km/h高标运营的要求，进行了科学验证。
2022年6月20日起，配合全国铁路调图，该路段最高运营速度提升至350km/h。同日北京丰台站开通运营，部分列车改为北京丰台站始发终到。

## 线路组成
| 名称         | 区间              | 设计速度 （公里/小時） | 最高运营速度 （公里/小時） | 长度 （公里） | 开工时间       | 启用时间                                                           |
| ------------ | ----------------- | ---------------------- | -------------------------- | ------------- | -------------- | ------------------------------------------------------------------ |
| 京石客运专线 | 北京丰台 – 石家庄 | 350                    | 350 （2022年6月20日起）    | 274           | 2008年10月8日  | 2012年12月26日 （北京西 – 石家庄） 2022年6月20日 （北京丰台）      |
| 石武客运专线 | 石家庄 – 武汉     | 350                    | 350 （2022年6月20日起）    | 841           | 2008年10月15日 | 2012年9月28日 （郑州东 – 武汉） 2012年12月26日 （石家庄 – 郑州东） |
| 武广客运专线 | 武汉 – 广州南     | 350                    | 350 （2024年6月15日起）    | 968           | 2005年9月1日   | 2009年12月26日                                                     |

## 线路运营
截至2024年6月，京广高速铁路本线上每日开行7对来往广州-北京的列车，其中G77/78始发北京，G79/80次终到香港西九龙，G81/82次终到深圳北，G335/336次终到福田，G337/338次终到珠海。同时开行的还有数对郑深、武深、京港和郑广等高速车次。从北京西站至广州南站用时最短的列车为广州局集团担当的G79次（终到香港西九龙），单程用时7小时17分，返程用时最短的列车为广州局集团担当的G80次（始发香港西九龙），单程用时7小时17分。此外，京广高速铁路上每周一、五、六、日开行北京西至广州南/深圳北/珠海/湛江西/香港西九龙的卧铺动车组列车，使用CRH2E型电力动车组和CR400AF-AE型智能动车组。2021年6月25日，隨著復興號智能動車組擴大營運範圍，CR400AF-Z（仅京鄭段，並與鄭西客運專線互相直通）及CR400BF-Z（全程，未來與廣深港高鐵、廣珠城際鐵路互相直通）於京廣高鐵投入營運。
2013年1月1日（《铁路旅客意外伤害强制保险条例》废除），北京西-广州南间的高速动车组列车全程票价为二等862元，一等1380元，商务2724元，相较运营首六天的票价下调了3元。
京广高铁按时速300至350公里标准建设。武广段于2009年12月26日开通后，一度按时速350公里高标运营，直至2011年7月降低至时速310公里运营。2012年12月26日京广高铁全线贯通以来，一直常态化按时速310公里达标运营。2022年5月13日，京广高铁京武段拉通试验圆满成功。试验采用时速350公里复兴号动车组和高速综合检测车，对京广高铁京武段上下行轨道、桥梁、通信、信号、接触网等进行了综合检测，对高铁各系统和整体性能按照时速350公里高标运营的要求，进行了科学验证，试验中最高时速达385公里。6月20日起，北京至武汉间率先常态化按时速350公里高标运营，将北京至武汉间的最短运行时间压缩至3小时48分。同日起，京广高铁实行浮动票价；北京西-广州南间耗时最短的列车全程票价为二等1033元，一等1653元，商务3250元（G79次，2024年6月）。
2024年1月3日，中国铁道科学研究院在联调联试工作会议上发布了2024年工作计划，其中包括京广高铁武广段966公里提质改造动态检测工作。4月8日，国铁集团旗下《人民铁道》微信公众号文章称“京广高铁武广段达速整治工程已进入收尾阶段”。5月7日，国铁官方发布消息称京广高速铁路武广段安全标准示范线建设圆满完成，将于6月15日起实现350km/h时速高标运营。

## 车站列表
| 车站名称     | 所在区域 | 所在区域 | 所在区域 | 运价里程 | 启用日期                               | 连接铁路 | 城市轨道交通换乘路线 |
| ------------ | -------- | -------- | -------- | -------- | -------------------------------------- | --- | --- |
| 京石客运专线 |          |          |          |          |                                        | | |
| 北京丰台     | 北京市   | 北京市   | 丰台区   | 0        | 1896年 2022年6月20日（改建后恢复运营） | 京广铁路 京沪铁路 丰沙铁路 丰双铁路                                                                         | 北京地铁10号线 北京地铁16号线                                                                                                 |
| 涿州东       | 河北省   | 保定市   | 涿州市   | 55       | 2012年12月26日                         | | |
| 高碑店东     | 河北省   | 保定市   | 高碑店市 | 76       | 2012年12月26日                         | | |
| 徐水东       | 河北省   | 保定市   | 徐水区   | 108      | 越行站，预留客运条件                   | 霸徐京广高速联络线                                                                                          | |
| 保定东       | 河北省   | 保定市   | 清苑区   | 132      | 2012年12月26日                         | 津保铁路 雄忻高速铁路 石雄城际铁路                                                                          | 雄安轨道交通R1线 |
| 定州东       | 河北省   | 保定市   | 定州市   | 194      | 2012年12月26日                         | | |
| 正定机场     | 河北省   | 石家庄市 | 正定县   | 237      | 2012年12月26日                         | 石雄城际铁路                                                                                                | |
| 石家庄       | 河北省   | 石家庄市 | 桥西区   | 274      | 2012年12月21日                         | 京广铁路 石太铁路 石德铁路 石太客运专线 石济客运专线                                                        | 石家庄站： - 石家庄地铁2号线 - 石家庄地铁3号线                                                                                |
| 石武客运专线 |          |          |          |          |                                        | | |
| 高邑西       | 河北省   | 石家庄市 | 高邑县   | 325      | 2012年12月26日                         | | |
| 邢台东       | 河北省   | 邢台市   | 襄都区   | 396      | 2012年12月26日                         | | |
| 邯郸东       | 河北省   | 邯郸市   | 丛台区   | 449      | 2012年12月26日                         | | |
| 安阳东       | 河南省   | 安阳市   | 安阳县   | 509      | 2012年12月26日                         | | |
| 鹤壁东       | 河南省   | 鹤壁市   | 淇滨区   | 555      | 2012年12月26日                         | | |
| 新乡东       | 河南省   | 新乡市   | 牧野区   | 619      | 2012年12月26日                         | 济郑高速铁路                                                                                                | |
| 郑州东       | 河南省   | 郑州市   | 金水区   | 686      | 2012年9月28日                          | 徐兰高速铁路 郑开城际铁路 郑机城际铁路 郑渝高速铁路 济郑高速铁路                                            | 郑州东站： - 郑州地铁1号线 - 郑州地铁5号线 - 郑州地铁8号线                                                                    |
| 新郑东       | 河南省   | 郑州市   | 新郑市   |          | 预留客运站，暂缓开通                   | | |
| 许昌东       | 河南省   | 许昌市   | 建安区   | 777      | 2012年9月28日                          | | 许昌东站： - 郑州地铁郑许线                                                                                                   |
| 漯河西       | 河南省   | 漯河市   | 源汇区   | 841      | 2012年9月28日                          | 平漯周高速铁路                                                                                              | 许漯市域铁路 |
| 驻马店西     | 河南省   | 驻马店市 | 驿城区   | 905      | 2012年9月28日                          | 南驻阜铁路                                                                                                  | |
| 明港东       | 河南省   | 信阳市   | 平桥区   | 973      | 2012年9月28日                          | | |
| 信阳东       | 河南省   | 信阳市   | 平桥区   | 1023     | 2012年9月28日                          | 宁西高铁 | |
| 孝感北       | 湖北省   | 孝感市   | 大悟县   | 1096     | 2012年9月28日                          | | |
| 横店东       | 湖北省   | 武汉市   | 黄陂区   | 1199     | 越行站，不办理客运业务                 | 宁蓉铁路 | |
| 武广客运专线 |          |          |          |          |                                        | | |
| 武汉         | 湖北省   | 武汉市   | 洪山区   | 1222     | 2009年12月26日                         | 武九客运专线 武汉货车外绕线                                                                                 | 武汉火车站： - 武汉地铁4号线 - 武汉地铁10号线 - 武漢地鐵新港線 武漢站東廣場： - 武汉地铁5号线 武漢站西廣場： - 武汉地铁19号线 |
| 乌龙泉东     | 湖北省   | 武汉市   | 江夏区   | 1269     | 越行站，不办理客运业务                 | 武汉枢纽直通线                                                                                              | |
| 咸宁北       | 湖北省   | 咸寧市   | 咸安區   | 1307     | 2009年12月26日                         | | |
| 赤壁北       | 湖北省   | 咸寧市   | 赤壁市   | 1350     | 2009年12月26日                         | | |
| 岳阳东       | 湖南省   | 岳阳市   | 岳阳楼区 | 1437     | 2009年12月26日                         | | |
| 汨罗东       | 湖南省   | 岳阳市   | 汨罗市   | 1507     | 2009年12月26日                         | | |
| 长沙南       | 湖南省   | 长沙市   | 雨花区   | 1584     | 2009年12月26日                         | 沪昆客运专线                                                                                                | 長沙火車南站： - 长沙地铁2号线 - 长沙地铁4号线 磁浮高鐵站： - 长沙磁浮快线                                                    |
| 株洲西       | 湖南省   | 株洲市   | 天元区   | 1636     | 2009年12月26日                         | | |
| 衡山西       | 湖南省   | 衡阳市   | 衡山縣   | 1720     | 2009年12月26日                         | | |
| 衡阳东       | 湖南省   | 衡阳市   | 珠晖区   | 1761     | 2009年12月26日                         | 衡柳铁路 怀衡铁路                                                                                           | |
| 耒阳西       | 湖南省   | 衡阳市   | 耒阳市   | 1816     | 2009年12月26日                         | | |
| 郴州西       | 湖南省   | 郴州市   | 北湖区   | 1914     | 2009年12月26日                         | | |
| 乐昌东       | 广东省   | 韶关市   | 乐昌市   | 2020     | 2017年5月1日                           | | |
| 韶关         | 广东省   | 韶关市   | 武江區   | 2064     | 2009年12月26日                         | | |
| 英德西       | 广东省   | 清远市   | 英德市   | 2151     | 2012年4月1日                           | | |
| 清远         | 广东省   | 清远市   | 清城區   | 2208     | 2009年12月26日                         | 洲心站： - 广清城际铁路                                                                                     | |
| 广州北       | 广东省   | 广州市   | 花都区   | 2244     | 1908年                                 | 京广铁路 广石铁路 花广联络线 花都站： - 广清城际铁路 - 广州东环城际铁路                                     | 广州北站： 广州地铁9号线 广州地铁24号线                                                                                       |
| 广州南       | 广东省   | 广州市   | 番禺区   | 2291     | 2010年1月30日                          | 廣深港高速鐵路 贵广客运专线 南广铁路 广珠城际铁路 番禺站： - 广肇城际铁路 - 广惠城际铁路 - 广州东环城际铁路 | 广州南站： 广州地铁2号线 广州地铁7号线 广州地铁22号线 佛山地铁2号线                                                           |

2009年12月15日起，武广客运专线的新清远站正式定名为“清远站”，而位于京广线原清远站改名为“源潭站”；武广客运专线韶关西站改名为“韶关站”，京广线原韶关站改名为“韶关东站”。

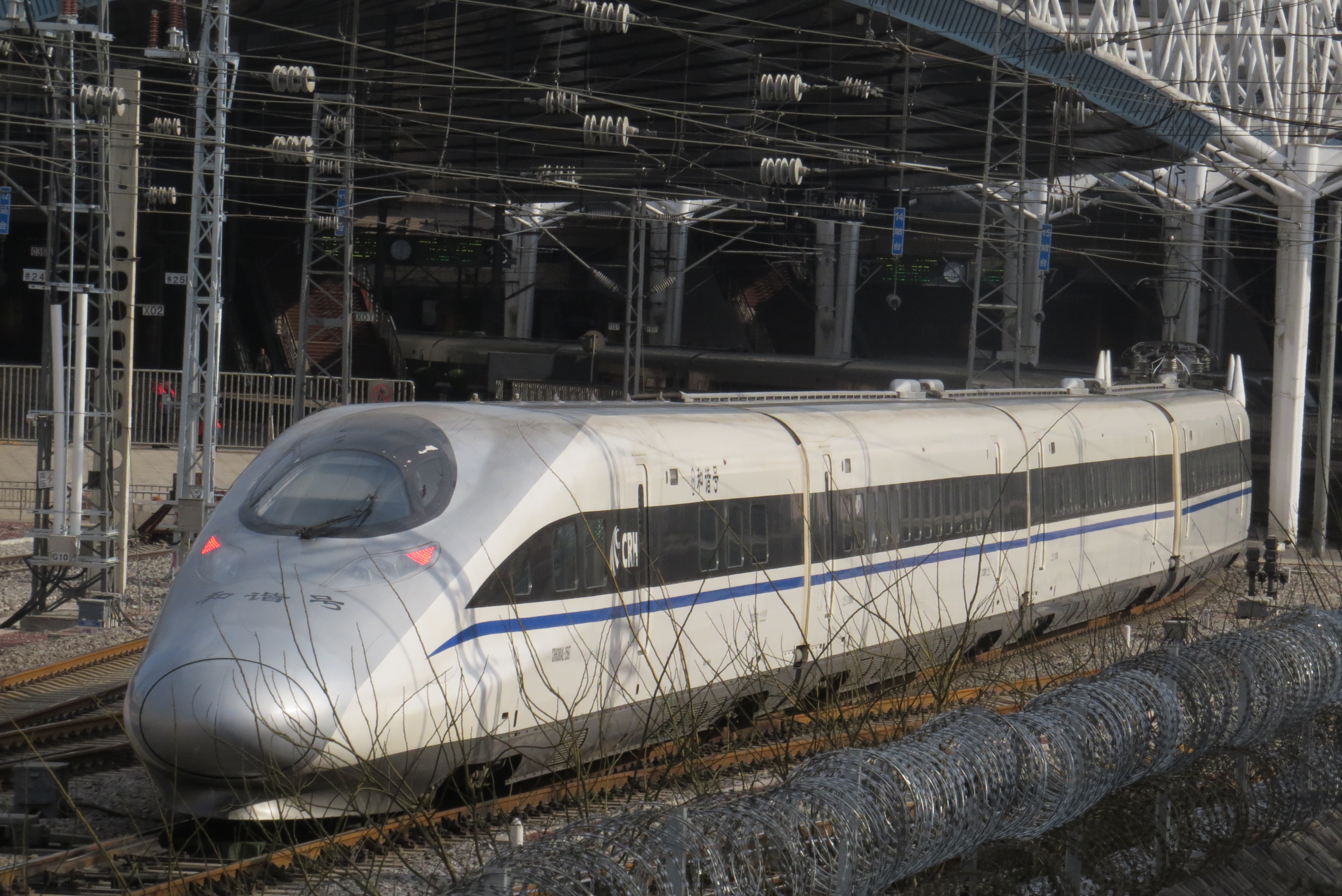
京广高速铁路在北京丰台站恢复客运之前列车均以北京西站为起点
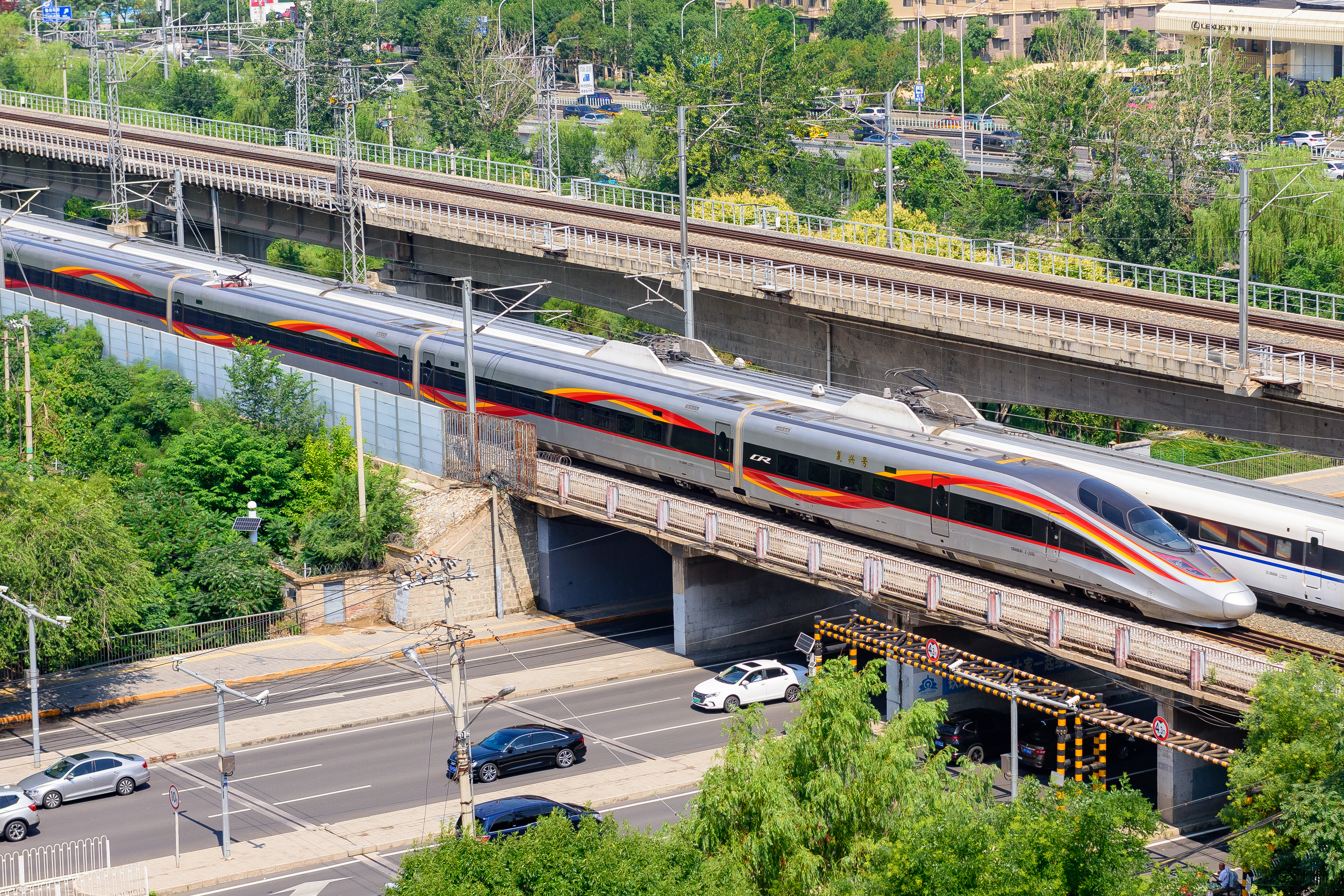
G79/80次列车是北京和广州之间用时最短的列车
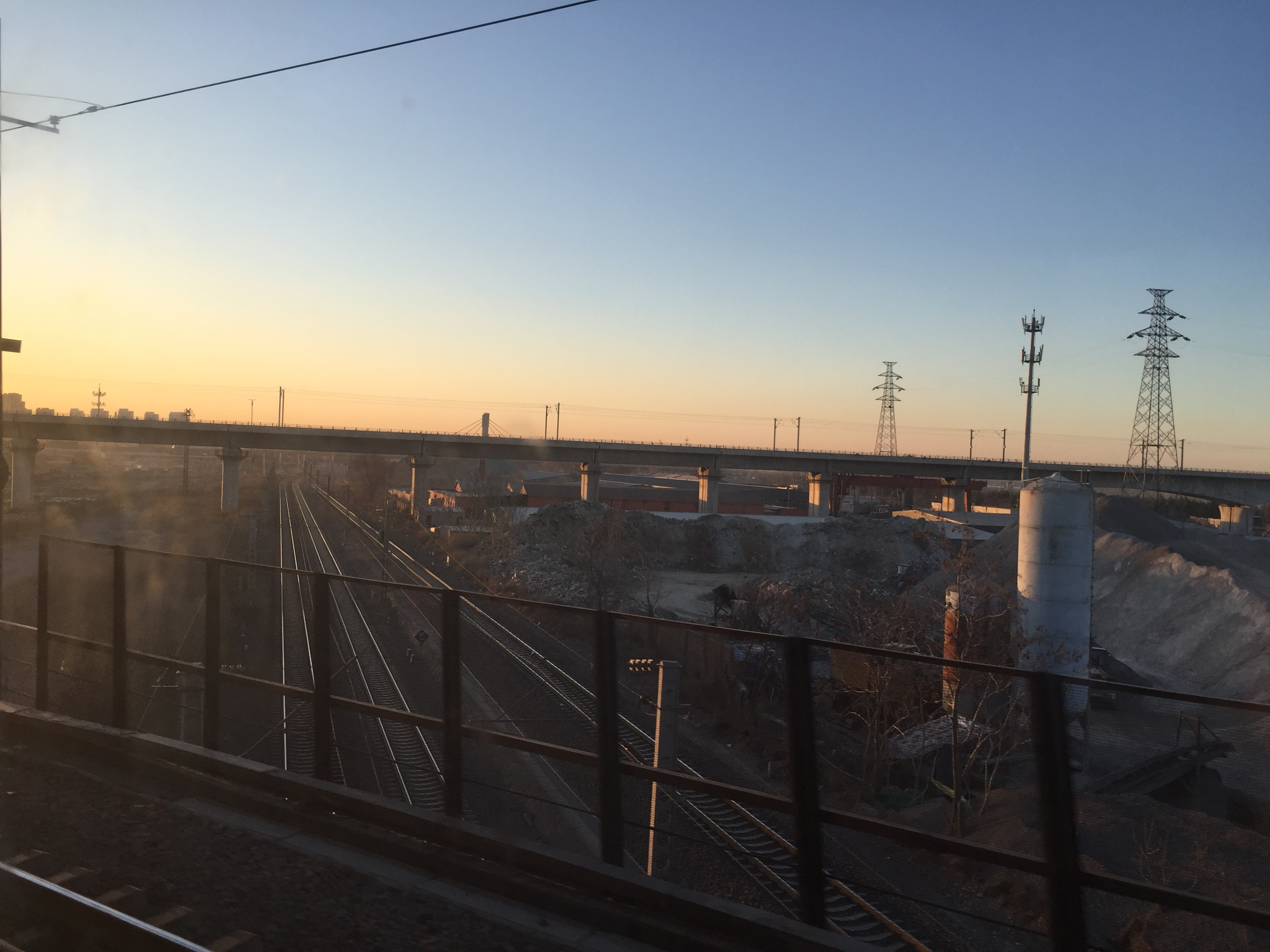
京广高速铁路在石景山南站北侧上跨丰沙铁路
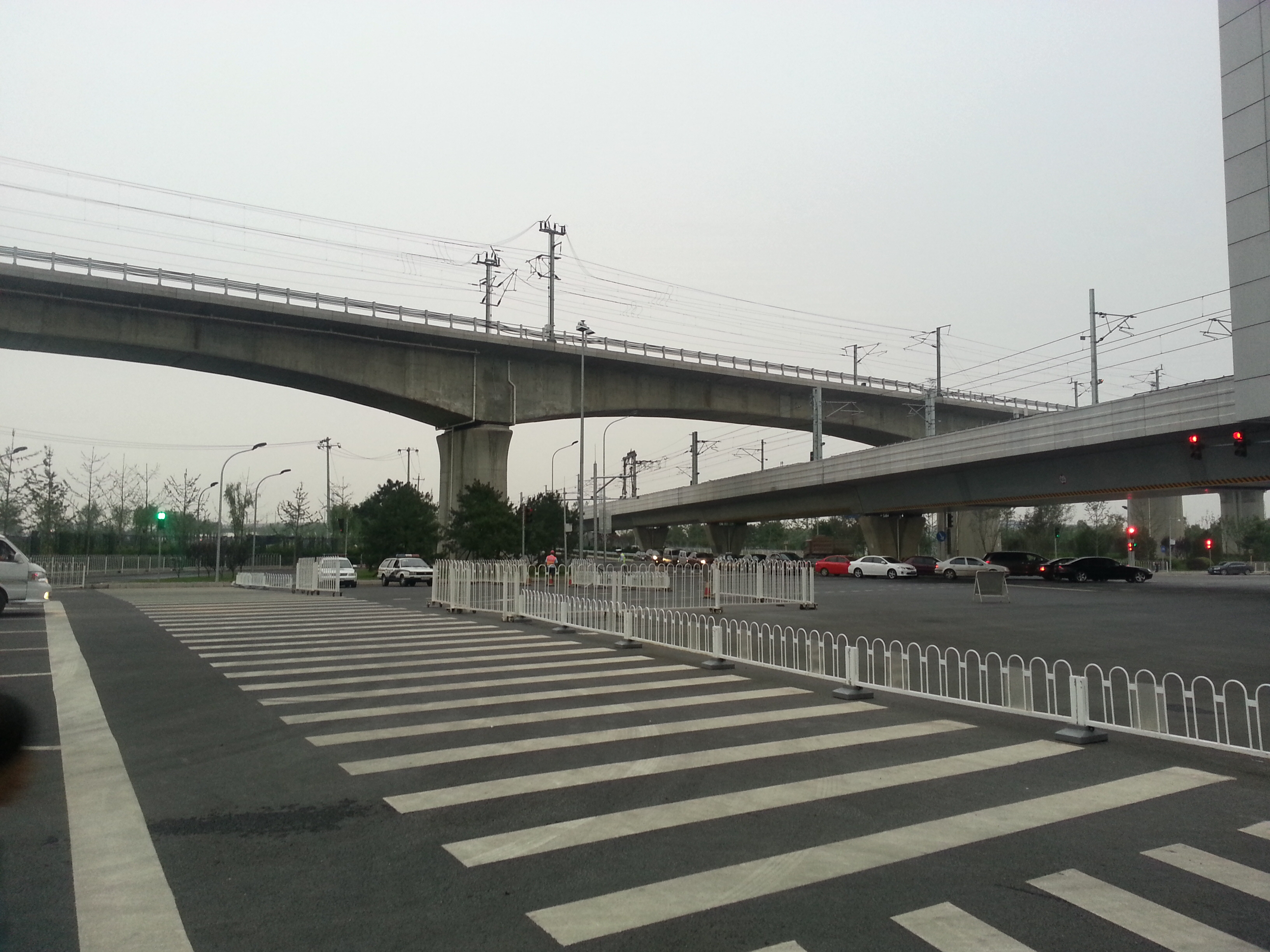
京广高速铁路（上）在张郭庄一带跨越北京地铁14号线（下）
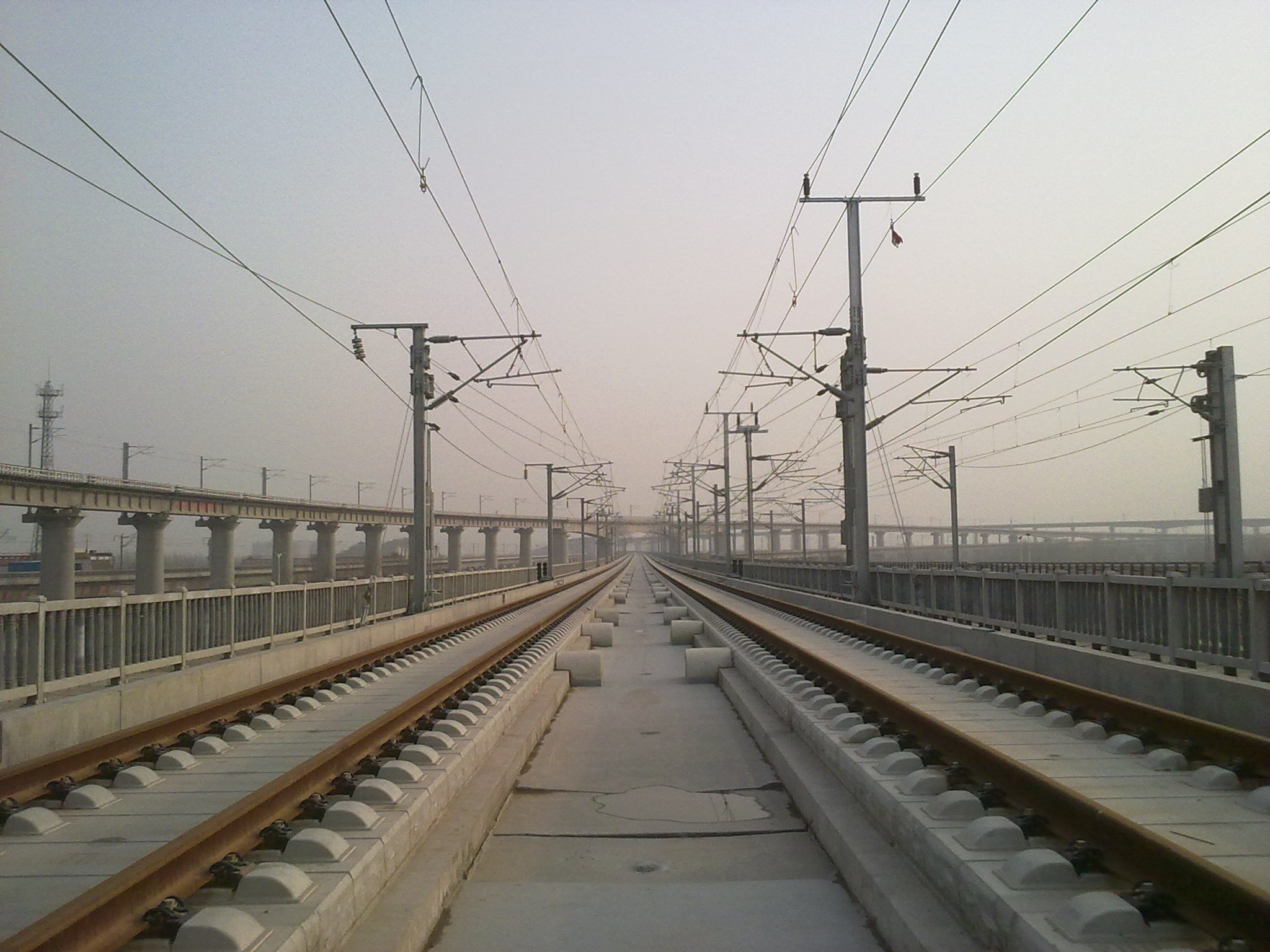
郑州东站南侧的石武客运专线正线
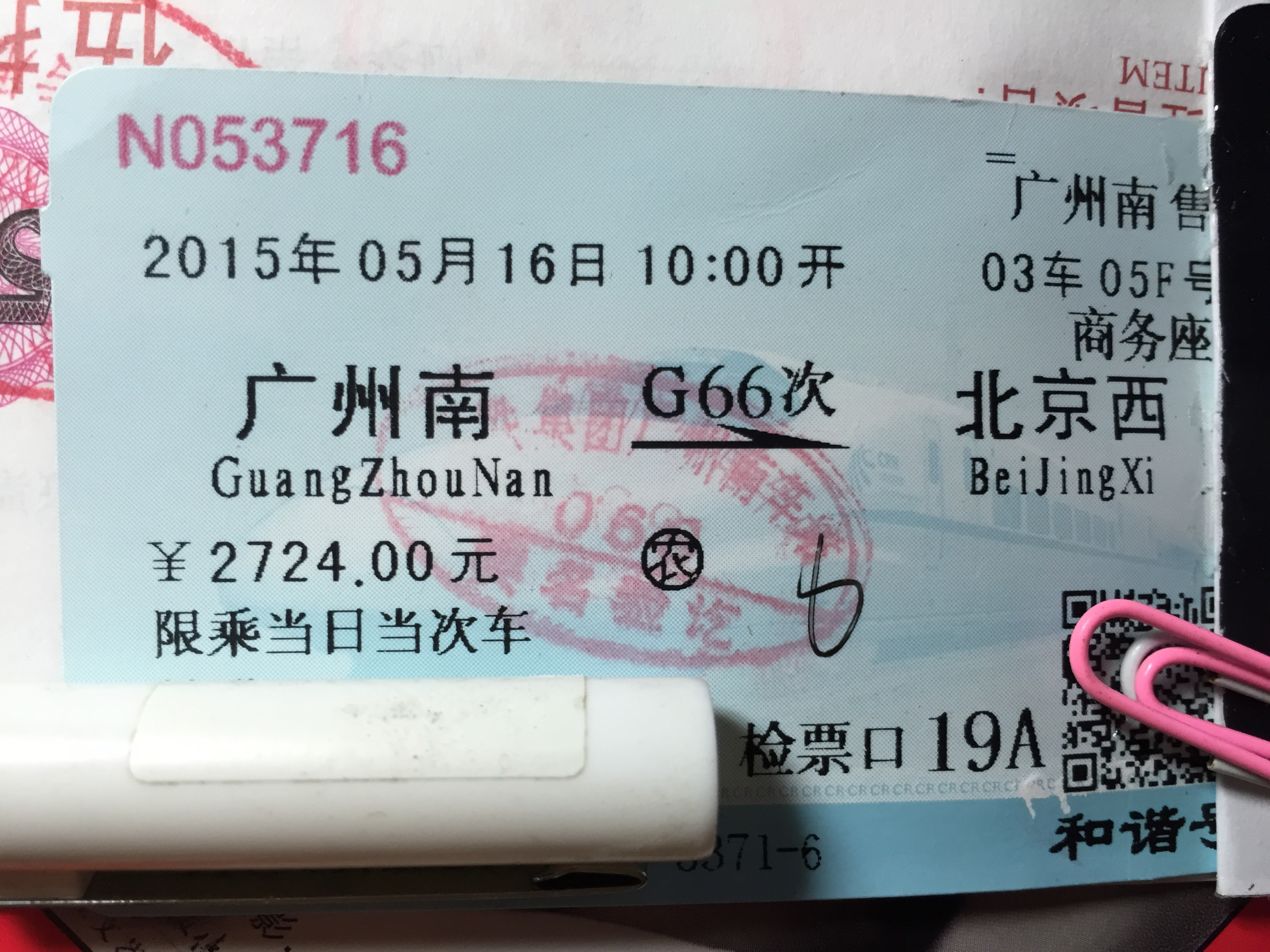
广州南至北京西列车的商务座车票

## 事故
2021年5月1日，正值中國大陸五一小長假首天，定州市境內受大風天氣影響，京廣高速鐵路定州东站至保定东站區間一幅覆蓋耕地的地膜被大風吹起，令鐵路接觸網故障。事故導致當天京廣高速鐵路上下行部分列車晚點2小時以上，約16趟高鐵列車停運，5月2日約8趟高鐵列車停運。鐵路部門已於事故當天完成搶修並恢復鐵路，又於各車站進站口實施臨時進站措施，受影響乘客可免費退改簽車票。據媒體報導，北京西站當天中午起，大批乘客因列車晚點或取消被迫滯留在車站，有乘客更等待到淩晨最終無奈離開。有受影響乘客抱怨因錯過列車，假期慘遭泡湯，也有乘客指高鐵列車斷電兩、三個小時無法開車，嘆言「假期都毀在北京西站」，又批評當局沒有做好疏導工作。事故當天晚上北京鐵路公安局石家莊公安處對外發佈，已在現場查獲耕地使用者趙某某（男，57歲），並開展調查工作。

### 引用
1. 1 2  京广高铁运营两年发送旅客近1.5亿 （页面存档备份，存于）. 国家铁路局, 2014-12-25
2. ↑  光明网. . 2024-05-07  [2024-05-08]. （原始内容存档于2024-06-25）.
3. 1 2 3  . 新华社. 2012-12-14. （原始内容存档于2012-12-17） （中文（中国大陆））.
4. 1 2  中国国家铁路集团有限公司. . 铁路客货运输. 2022, (2、3): 37–41. 铁客电〔2022〕60号.
5. ↑  . BBC. 2012-12-25  [2012-12-27]. （原始内容存档于2018-03-27）.
6. 1 2 3 4 5 6  . 网易财经. 2009-12-25. （原始内容存档于2021-01-02） （中文（中国大陆））.
7. ↑  汪天明. . 汉网. 2005-10-11. （原始内容存档于2020-12-06）.
8. ↑  . 荆楚网. 2009-12-26  [2020-05-01]. （原始内容存档于2012-06-29） （中文（中国大陆））.
9. ↑  . 中国国家铁路集团有限公司官方网站. 2024-05-31  [2024-06-01]. （原始内容存档于2024-06-01）.
10. 1 2 3  . 人民网. 2022-05-13  [2022-05-13].
11. ↑  . 南方日报. 2012-12-26  [2015-10-22]. （原始内容存档于2020-12-17）.
12. ↑  . 新快报. 2012-12-27  [2015-10-22].[永久]
13. ↑  . 2024-01-03  [2024-01-08]. （原始内容存档于2024-05-02）.
14. ↑  . 人民铁道. 2024-04-08  [2025-01-28]. （原始内容存档于2025-01-28）.
15. ↑  . 新华社. 2024-05-07  [2024-05-08]. （原始内容存档于2024-06-25）.
16. ↑  新清远火车站定名为“清远站”[永久]
17. 1 2  . 東網. 2021-05-02  [2021-05-02]. （原始内容存档于2021-05-10）.
18. 1 2  . 中国新闻网. 2021-05-02  [2021-05-02]. （原始内容存档于2021-05-10）.
19. 1 2  . 新華社. 2021-05-02  [2021-05-02]. （原始内容存档于2021-05-02）.
20. ↑  贾征. . 中关村在线. 2021-05-02  [2021-05-02]. （原始内容存档于2021-05-10）.
21. ↑  . 民視新聞網. 2021-05-02  [2021-05-02]. （原始内容存档于2021-05-10）.

- . 人民铁道.   [2019-07-29]. （原始内容存档于2021-01-02）.

### 書籍
- . ISBN 978-7-113-13840-0.